# 古賀学
古賀 学（こが まなぶ、manabu koga、1972年 - ）は、日本長崎県佐世保市出身のアーティスト、映像作家、VJである。グラフィックデザイナーとしての活動時にはペッパーショップという名義を使用する。

## 概要
映像作家、VJ、グラフィックデザイナー、ポップアーティストとして、ビジュアルにまつわる活動を幅広く行うアーティスト。また、そのフィールドも、クラブカルチャーから、オタクカルチャーまで、自由な表現活動を行っている。

## 活動
1993年、フリーペーパー「PEPPER SHOP」の編集、発行を目的として古賀学個人でペッパーショップを発足。1号につき1人のクリエイターを軸にインタビューを掲載。東京藝術大学や多摩美術大学、武蔵野美術大学ほか美術系大学や、Shop33（吉祥寺）、レントゲン藝術研究所（大森）などのギャラリーや店舗で無料配布された。村上隆、中ザワヒデキ、松本弦人、佐藤可士和、立花ハジメ、岡崎京子といった、当時のサブカルチャー著名人のインタビューをテーマとした同誌は、一部で熱狂的に支持された。1994年からはフリーペーパーから進化した有料の雑誌バージョンの「PEPPER SHOP」も発刊されている。
当時（DTP黎明期）、いちはやくデザインにDTPの手法を導入し、DTPデザインの先鞭となる。同時期から、村上隆の作品、および宣伝のデザインワークを担当し、ファインアートへのアプローチも開始している。以降、ペッパーショップは数人のスタッフを擁しグラフィックデザイナーとして活動を続けるが、現在は古賀のソロプロジェクト名として名を残している。
以降、装丁や、アートディレクション、「ガンダム占い」や「PaPETCH（パペッチ）」のデザインといったオタク系クリエイティブをベースに活動し、オタクカルチャーとグラフィックデザインの橋渡しとしてオリジン的役割を果たし、後進の世代、またオタク系デザインの流れに大きな影響を与えた。また、村上隆率いるGEISAI内のコンテンツ、学園祭実行委員会のデザインワークを担当するなど、ジャンルを超えたデザイナー活動を行う。
2002年より「水の中の女の子」をテーマにした映像作品を製作開始。2007年、NORISHIROCKSプロデュースによる「&a water」プロジェクトを発足。数々のショートムービーを発表、また、ミュージシャンとのコラボレーション作品や、クラブイベント、パーティーなどでVJ活動もスタート。新木場ageHaから、秋葉原MOGRAまで、音楽ジャンルにカテゴライズされないVJ活動を続けている。ほかにも現代美術家、グラフィックデザイン、アニメ、コミック、などさまざまなジャンルとの交流をベースに、その表現のフィールドは多岐にわたる。

## 作品

### 主な作品（古賀学）
- 『DCPRG／菊地成孔』ミュージックビデオ監督
- 『ザ・ジェッジジョンソン』「Fury」ミュージックビデオ監督
- 『hydrojenic／ハイドロジェニック〜古賀学×東京キャ☆バニー インスタレーション〜」銀座MEGUMI OGITA GALLERY
- ザ・ジェッジジョンソンTOUR　映像演出

### 出版・書籍
- 『水中ニーソ』　ポット出版（2013年）[4]
- 『水中ニーソプラス』　ポット出版（2014年）
- 『水中ニーソキューブ』　ペッパーショップ（2015年）[5]
- 『ウルトラ怪獣水中ニーソ化計画』　アスキー・メディアワークス（2016年）
- 『O.D.E.N.』　ペッパーショップ（2018年）[6]

### 出版・DVD
- 『drops garden』　学研　ASIN B000CR7T82

### 出演
- 岡田斗司夫のプチクリ学園（MONDO21）

### 主な作品（ペッパーショップ）
- 『フリーペーパー／雑誌版 PEPPER SHOP』編集・発行
- 『COMIC CUE』アートディレクション
- 『cool toys』表紙デザイン
- 『それゆけ!宇宙戦艦ヤマモト・ヨーコ』テレビアニメ版 タイトルロゴデザイン
- 『G20 ジー・ツ−・オー』編集・アートディレクション
- 『Colorful PUREGIRL』『Colorful COMIC PUREGIRL』表紙デザイン
- 『20年目のザンボット3』アートディレクション
- 『世紀の大怪獣!! オカダ』装丁
- 『田中圭一最低漫画全集　神罰』装丁
- 『トニーたけざきのガンダム漫画』装丁
- 『江口寿史のお蔵出し 夜用スーパー』装丁
- 『メダロット・ナビ』アートディレクション
- 『ガンダム占い』キャラクターデザイン
- 『マスターピース ゼータ・ガンダム』アートディレクション ISBN 4-7973-3462-2
- 『PaPETCH』アートディレクション
- GEISAI内『学園祭実行委員会』デザインワーク
- 『仮面ライダー電王 超・CD-BOX』パッケージデザイン
- 『仮面ライダーW Special CD-BOX』パッケージデザイン
- 『仮面ライダーフォーゼ CD-BOX』パッケージデザイン
- 『BEAMS × BANDAI × 仮面ライダー Tシャツ 』デザイン
- 『STAYIN’ ALIVE – DATE COURSE PENTAGON ROYAL GARDEN』MV監督
- 『Fury – ザ・ジェッジジョンソン』MV監督
- 『ザ・ジェッジジョンソン　ライブ「BREAKS」』ステージ映像演出・出演
- 『ザ・ジェッジジョンソン　ライブ「MILKMIX NITE SQUADRON」』ステージ映像演出・出演
- 『ヘルタースケルター』水中撮影
- 『ヘイ!! にゃん♡ – さよならポニーテール』MV監督
- 『ファンシー絵みやげ大百科 忘れられたバブル時代の観光地みやげ』（山下メロ・著）装丁

### 写真展
- 個展「JCT / ジャンクション」（CLEAR GALLERY TOKYO、2018年）[7]。